# Філіппо Буонарроті (антиквар)
Філіппо Буонарроті (італ. Filippo Buonarroti; 18 листопада 1661, Флоренція — 10 грудня 1733, Флоренція) — флорентійський чиновник при дворі Козімо III, великого герцога Тосканського та антиквар, який займався етруськими дослідженнями, які вплинули на творця систематичної етрускології Антоніо Франческо Ґорі.
Правнучатий племінник (двоюрідний правнук) Мікеланджело Буонарроті. Зразки етруського мистецтва та антикваріат у сімейному музеї у Флоренції, Каза Буонарроті, є його внеском до художньо-інтелектуального меморіалу Буонарроті.

## Біографія
Філіппо Буонарроті народився 18 листопада 1661 року у Флоренції, у сім'ї Леонардо Буонарроті (італ. Leonardo Buonarroti; 1602—1684) та Джіневри Мартелліні (італ. Ginevra Martellini). Він вивчав право і рано проявив цікавість до науки.

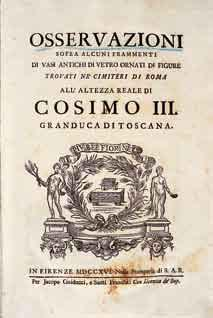
Філіппо Буонарроті. «Спостереження щодо деяких фрагментів стародавніх скляних ваз(…)». Флоренція, в друкарні S.A.R. для Якопо Ґвідуччі (Jacopo Guiducci) та Санті Франкі (Santi Franchi), MDCCXVI [1716

Його раннє іконографічне дослідження імперських бронзових монет і медалей римських імператорів у колекції кардинала Ґаспаро ді Карпеньї, яке він присвятив Козімо III, створило йому репутацію вченого. Дослідження опублікували як «Історичні спостереження за деякими стародавніми медальйонами для Його Ясновельможності Козімо III, великого герцога Тосканського» (італ. Osservazioni Istoriche sopra alcuni medaglioni antichi all'Altezza Serenissima di Cosimo III Granduca di Toscana; 1698, Рим), публікація включала тридцять повносторінкових гравірованих пластин Франческо Андреоні (італ. Francesco Andreoni), 29 з яких зображували монети.
У період з 1684 по 1699 роки Буонарроті писав книги в Римі, перебуваючи в родині кардинала Карпеньї, у якого він був секретарем, хранителем колекцій і бібліотекарем.
У 1699 році Козімо III відкликав його до Тоскани та призначив на посаду «Аудіторе-делла-Ріформаджоні» (італ. Auditore delle Riformagioni), міністра Пратіки Пістої (італ. pratica; «пратіка» — дорадча рада), секретаря флорентійської Пратіки та учасника нещодавно організованого комітету з юрисдикційних справ. У 1700 році його зробили сенатором, суто почесну роль у Великому герцогстві Медічі.
Він найбільше запам'ятався своїм дослідженням золотих скляних днищ посудин, які використовувалися для надгробків у катакомбах Рима — «Спостереження щодо деяких фрагментів стародавніх скляних ваз, прикрашених фігурками, знайдених на цвинтарях Риму» (італ. Osservazioni sopra alcuni frammenti di vasi antichi di vetro ornate di figure trovati nei cimiteri di Roma; 1716), в якому він зробив надзвичайне, майже проторомантичне твердження, що естетична грубість ранньохристиянського мистецтва, яку часто зауважували знавці римського мистецтва, служила для посилення благочестя віруючих, що було раннім виявом почуття у первісному мистецтві. Це дослідження також було першою роботою, присвяченою диптиху зі слонової кістки абатства Рамбона, який належав автору і зараз зберігається у музеях Ватикану.
Він оновив і відредагував трактат «De Etruria regali» (укр. Дари Етрурії) Томаса Демпстера (у восьми томах, 1723) — класичне дослідження етруського мистецтва, написане століттям раніше шотландським вченим, який проживав у Пізі. Буонарроті створив деякі ілюстрації, а в 1724 році опублікував коментар до твору.
Філіппо Буонарроті помер 10 грудня 1733 року у Флоренції. Його поховали у церкві Санта-Кроче, на початку правої нави, неподалік гробниці Мікеланджело.

## Виноски
1. 1 2  Parise N. Dizionario Biografico degli Italiani — 1972. — Vol. 15.
2. 1 2  Bibliothèque nationale de France BNF: платформа відкритих даних — 2011.
3. ↑  Bibliothèque nationale de France BNF: платформа відкритих даних — 2011.
4. ↑  Sistema Informatico Archivio di Stato di Firenze. Архів оригіналу за 17 липня 2011. Процитовано 19 серпня 2022.
5. ↑  У каталозі до виставки в Каза Буонарроті, Filippo Buonarroti e la cultura antiquaria sotto gli ultimi Medici (Флоренція, Кантіні, 1986), куратор Даніела Ґалло (італ. Daniela Gallo) припустила, що Філіппо міг зібрати більшу частину етруського мистецтва в колекції Буонарроті
6. ↑  Gasparo dei conti di Carpegna (1625—1714), titular archbishop of Nicea, a functionary of the Papal curia, was made a cardinal in 1670 (Salvador Miranda, «Cardinals of the Holy Roman Church»).
7. ↑  «Observations on some ancient medalions [dedicated] to His Most Serene Highness, Cosimo III, Grand Duke of Tuscany» (On-line catalogue entry[недоступне посилання з 01.09.2017]).
8. ↑  On-line Informatico Archivio di Stato di Firenze.
9. ↑  Shaw, Christine (2006). Popular Government And Oligarchy In Renaissance Italy (medieval Mediterranean). Koninklijke Brill NV. с. 196. ISBN 978-90-04-15311-0.
10. ↑  Observations on some fragments of antique glass vases decorated with figures, found in the cemeteries of Rome
11. ↑  James Hall, «Michelangelo and the Etruscans», New York Review of Books 53.17 · 2 November 2006
12. ↑  See Seduzione etrusca: dai segreti di Holkham Hall alle meraviglie del British Museum, a cura di Palolo Bruschetti, Bruno Gialluca, Paolo Giulierini, Suzanne Reynolds, Judith Swaddling, Milan, Skira, 2014.

## Для подальшого читання
- Fishman, W. J. «Filippo Buonarroti 1761—1837.» History Today (March 1967), Vol. 17 Issue 3, pp 170—179 online.